# مويرا دنبار
إيزوبيل مويرا دنبار (بالإنجليزية: Moira Dunbar)‏ (من 3 شباط 1918 حتى 22 تشرين الثاني 1999)، زميلة الجمعية الملكية في كندا، وحاصلة على وسام كندا. هي عالمة جليد إسكتلندية- كندية وباحثة في جليد القطب الشمالي.

## النشأة
ولدت مويرا دنبار في عام 1918 في إدنبره في إسكتلندا حيث نشأت في ستورنواي وستراثبيفر وكيلمارنوك. كان والدها ويليام جون دنبار مأموراً ومحامياً معروفاً في منطقته. ارتادت مدرسة كرانلي للبنات، ثم درست دنبار الجغرافية في كلية ساينت آن في جامعة أكسفورد، وحصلت على بكالوريوس الآداب في عام [2]1939. عملت ممثلة ومديرة مسرحية أثناء تنقلها في أنحاء المملكة المتحدة مع إحدى الفرق المسرحية خلال الحرب العالمية الثانية. وقالت دنبار عن تلك الفترة في حياتها: «كنت يائسة كفتاة ساذجة. كنت معروفة بدور شخصية الحدث، وهذا يعني لعب تسلسل طويل من أدوار الخادمات بشكل هزلي».

## المسيرة المهنية
في عام 1947 وصلت إلى كندا بتصريح زائر وعثرت على الفور على عمل مع الحكومة الفيدرالية في أوتاوا، حيث كان مجلس أبحاث الدفاع يبحث عن خريجي الجغرافيا، إذ درست حركة الجليد في القطب الشمالي وتخصصت في الجليد البحري ودرست الظروف في القطب الشمالي من أجل جعل المياه المجمدة أكثر سهولة في التنقل. في عام 1952، التحقت بمجلس أبحاث الدفاع بمنصب ضابط الأركان العلمية في قسم أبحاث القطب الشمالي.
تقدمت في عام 1954 بطلب للانضمام إلى طاقم العلماء على متن كاسحة الجليد التابعة لبحرية الملكية الكندية التي كانت تقل فريقاً من العلماء إلى القطب الشمالي، وعلى الرغم من امتلاكها للمؤهلات والخبرات المناسبة، تم التعاقد مع رجل من إنجلترا بحجة أن النساء لا يمكنهن الصعود على متن السفن البحرية.
```
خلال الأشهر الستة التالية، ثابرت دنبار على طلباتها حتى وصلت إلى المستوى الوزاري، وعندها مُنحت أخيراً تصريحاً للانضمام إلى كاسحة جليد تابعة لوزارة النقل في عام 1955.
[
2
]
[
3
]
 وأصبحت بذلك، أول امرأة تجري البحوث العلمية على متن كاسحات الجليد الكندية.
[
5
]
```

عانت في البداية من العداء على متن الكاسحة وقالت لاحقاً: «أعتقد أنهم اعتبروني نوعاً من التقاطع بين زهرة حساسة ومرض خطير. كانوا ضد الفكرة منذ البداية، جزئياً لأن الأماكن الوحيدة التي يمكنك البقاء فيها كانت محطات للقوات الجوية ولم يكن ذلك مكاناً مناسباً لامرأة. أعتقد أنهم توقعوا مني أن أذهب لإغواء كل الرجال، أو شيء من هذا القبيل. كان هناك الكثير من الأشخاص الذين يعارضون أخذي إلى درجة أن الأمر قد وصل إلى مستوى نائب الوزير. ومع ذلك، قرر نائب الوزير أن وجودي قد لا يكون ضارًا». على الرغم من الصعوبات المبكرة المتعلقة بكونها أنثى، قُبلت في النهاية كعضو مهم في الفريق ولم تظهر هذه القضية مرة أخرى.
عملت دنبار في الكثير من كاسحات الجليد، وأمضت 560 ساعة على متن طائرة القوات الجوية الملكية الكندية ودرست التكوينات الجليدية في منطقة القطب الشمالي العليا. كانت دنبار من أوائل النساء اللواتي حلقن فوق القطب الشمالي.
نشرت دنبار العديد من الأبحاث عن الجليد البحري في القطب الشمالي، وشاركت في عام 1956 في تأليف كتاب «القطب الشمالي في كندا من الجو» مع كيث غريناواي، الملاح في سلاح الجو الملكي الكندي. كان كتاب دنبار وغريناواي عملاً مبكراً في مجال مراقبة الجليد البحري، من خلال التصوير الفوتوغرافي المحمول جواً.
درست دنبار في أبحاثها الأخرى استعمال تقنية الاستشعار عن بعد للرادار في أبحاث الجليد البحري، وعززت توحيد مصطلحات الجليد البحري، وقد كتبت روايات تاريخية حول استكشاف القطب الشمالي. حققت أيضاً في طرق تكسير الجليد في الاتحاد السوفيتي وفنلندا في عام 1964، وكانت مستشارة في تجارب الحوامات في القطب الشمالي بين عامي 1966- 1969.
نشرت دنبار العديد من الأوراق الأكاديمية. وساعد عملها المبكر على تحليل أدب المستكشفين الأوائل، وتلا عملها هذا بحث قائم على الرحلات البحرية ورحلات الاستطلاع. وقد تعلمت الروسية لتتمكن من ترجمة وتفسير الدراسات عن القطب الشمالي السوفيتي، وزارت البلاد في عام 1964 مع حزب حكومي لدراسة عمليات تكسير الجليد في روسيا.
كانت دنبار مراقباً لتجارب الحوامات القطبية الأولى، وشاركت في اختبار استخدام الناقلات العملاقة على الجليد، وكانت المنسق الكندي لأول محاولة ناجحة لتقييم التصوير عبر الأقمار الصناعية لمراقبة الجليد. وفي عام 1976 شاركت في التوسيم باستعمال الليزر المحمول جواً لجليد المحيط المتجمد الشمالي، في الوقت الذي وسمت فيه الغواصة البريطانية إتش إم إس سوفيرين أسفل الجليد.
تشمل أوراقها العديدة المنشورة: الرحلات الملاحية لخطوط العرض العليا (1951)، والجزر الجليدية: أدلة من شمال غرينلاند (1953)، والمسرح القطبي الملكي (1958)، وهياكل الدفع في الجليد البحري الناشئ (1960).
ناقشت في ورقتها البحثية «الجزر الجليدية: أدلة من شمال غرينلاند»(1953) ثماني صور جوية (من المعهد الجيوديسي الدانماركي) لثلاث مناطق في شمال غرينلاند: (1) شيرارد أوسبورن وفيكورد فيوردس على الساحل الشمالي؛ و (2) أرض ولي العهد كريستيان ومضيق الاستقلال على الساحل الشمالي الغربي؛ و (3) الساحل الشرقي 78 درجة -80 درجة شمالاً. وقد تبين أن الجليد الظاهر في بعض المناطق له مظهر جرف إليسمير الجليدي، فاقترحت أنه في الماضي الجيولوجي الحديث، غطى نفس الغطاء الجليدي كلتا المنطقتين. ومنذ ذلك الحين، اختفى الجليد الأرضي تاركاً بقاياه تهدد الساحل والتي قد لا تنفصل إلا عند خروج الجليد البحري المحيط به. يحتفظ ساحل إليسمير بالجليد الهش أكثر من الساحل في شمال غرينلاند.
فازت دنبار في عام 1971 بالجائزة المئوية لخدمة الأرصاد الجوية في كندا. وحصلت في عام 1972على ميدالية ماسي من الجمعية الجغرافية الملكية الكندية «لعملها الممتاز في جغرافية القطب الشمالي والجليد البحري»؛ وهي المرأة الوحيدة التي فازت بهذه الميدالية. كانت دنبار زميلة في الجمعية الملكية الكندية، وأصبحت مسؤولة عن وسام كندا في عام 1977. شغلت دنبار أيضاً منصب مدير معهد القطب الشمالي في أمريكا الشمالية ومدير الجمعية الجغرافية الملكية الكندية.
تقاعدت دنبار في عام 1978، وتوفيت في 22 تشرين الثاني من عام 1999، عن عمر يناهز 81 عاماً.